# Vrchvarta
Vrchvarta (820 m; też: sedlo Vrchvarta; Varta; pol. Warta) – przełęcz w Górach Choczańskich w Centralnych Karpatach Zachodnich, na Słowacji.
Szerokie siodło przełęczy oddziela Grupę Wielkiego Chocza (dokładniej: masyw Holicy, 1086 m) na zachodzie od Sielnickich Wierchów (dokładniej: od góry Ostroň, 1105 m) na wschodzie. Na południe spod przełęczy opada Dolina Luczańska, na północ – niewielka dolinka jednego z potoków, tworzących źródłową część doliny Leszczyńskiego Potoku. Siodło przełęczy pokrywają rozległe polany, kiedyś intensywnie koszone. Do dziś zachowało się na nich sporo drewnianych, zrębowych szop na siano.
Przez przełęcz wiedzie wąska droga asfaltowa z południa z miejscowości Lúčky Doliną Luczańską do Osádki na północy. U północnych podnóży przełęczy, nad wsią Osadká, dość duży ośrodek wypoczynkowy.